# Nokia 6200
Il Nokia 6200 è un telefono cellulare prodotto dall'azienda finlandese Nokia e messo in commercio nel 2003. Questo telefono, destinato al mercato americano, è disponibile nelle varianti nero e silver.

## Caratteristiche
- Dimensioni: 106 x 45 x 19 mm
- Massa: 116 g
- Risoluzione display: 128 x 128 pixel da 4 096 colori
- Durata batteria in conversazione: 4 ore
- Durata batteria in standby: 180 ore (7 giorni)
- Infrarossi e USB